# لیو گوژنگ

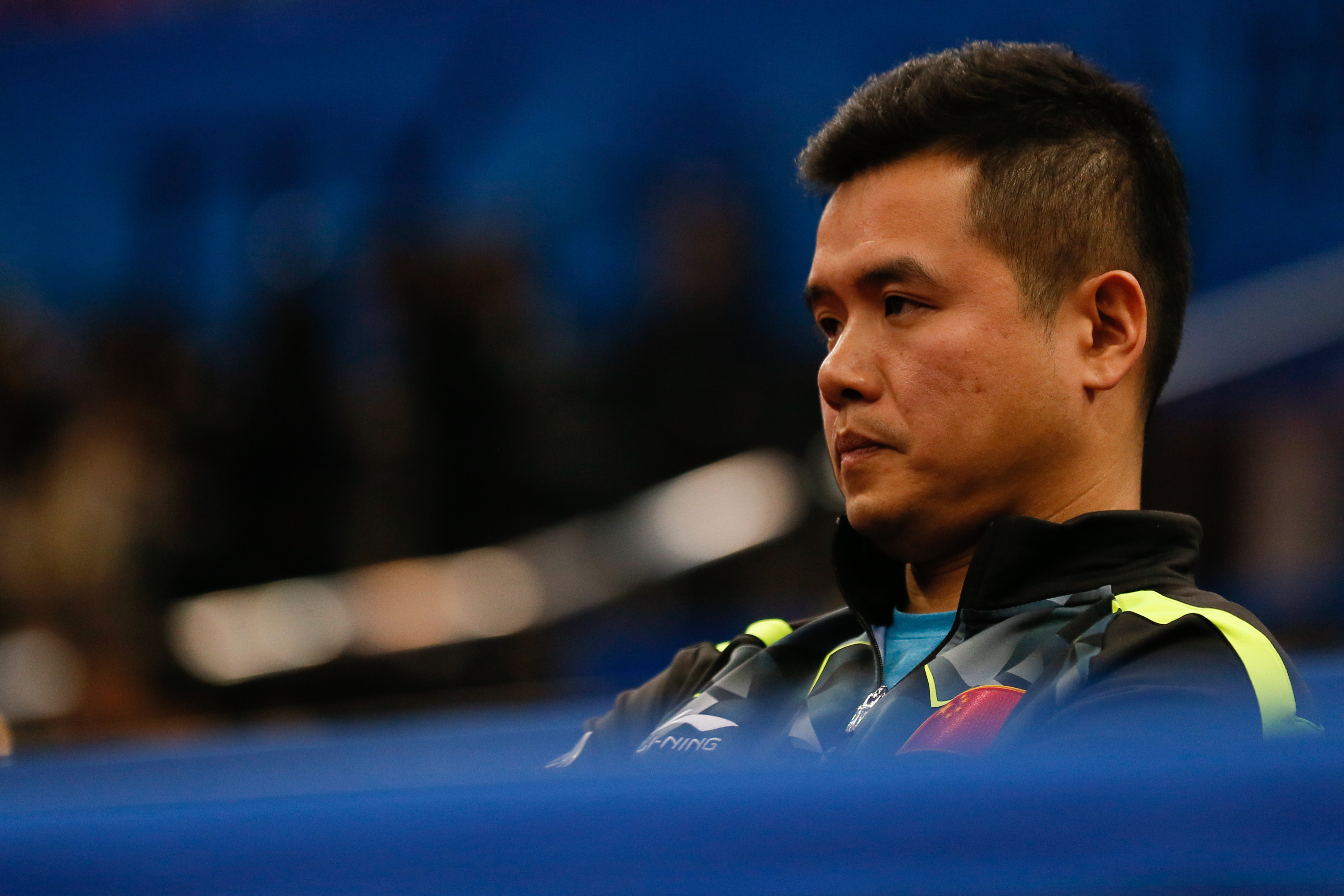
لیو گوژنگ در سال ۲۰۱۷

لیو گوژنگ (انگلیسی: Liu Guozheng؛ زادهٔ ۷ مارس ۱۹۸۰) یک بازیکن تنیس روی میز اهل جمهوری خلق چین است. 
وی در مسابقات کشوری و بین‌المللی در مجموع برنده ۲ مدال طلا، ۳ مدال نقره شده‌است.